# Gwiazdozbiór Wolarza
Wolarz (łac. Bootes, dop. Bootis, skrót Boo) – jeden z wyraźnych gwiazdozbiorów nieba północnego, 13. co do wielkości, znany już w starożytności. W Polsce widoczny od zimy do lata. Liczba gwiazd widocznych nieuzbrojonym okiem wynosi około 90. Najbardziej znany z powodu atrakcyjnych gwiazd podwójnych.

## Nazwa
Najstarsze źródło, w którym podana jest nazwa tego gwiazdozbioru (stgr. Βοώτης), to „Odyseja” Homera. Zapis z dierezą nad drugim o ma wskazywać, że samogłoski te wymawia się oddzielnie. Inną grecką nazwą jest Ἀρκτοφύλαξ Arktofilaks, „strażnik niedźwiedzia”; jest ona o tyle trafniejsza, że wraz z obrotem sfery niebieskiej Wolarz podąża za Wielką Niedźwiedzicą. Pochodzi od niej także nazwa najjaśniejszej gwiazdy konstelacji, Arktura.
W krajach, w których Wielki Wóz znany jest jako Pług, Bootes jest Oraczem.

## Mity i legendy

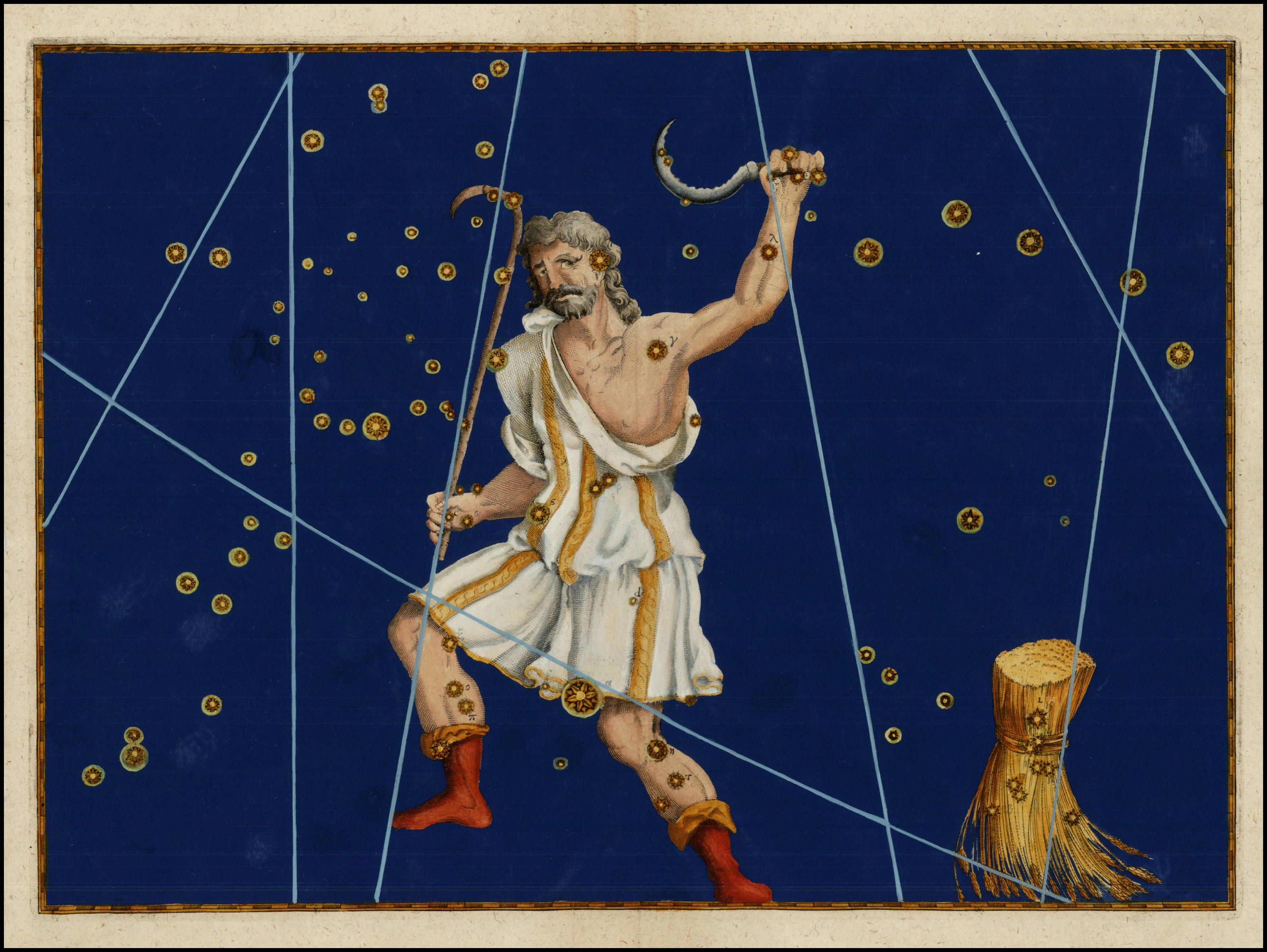
Malarskie przedstawienie gwiazdozbioru Wolarza

Istnieje wiele mitów związanych z gwiazdozbiorem. W jednym z nich zapisano, że Wolarz, syn bogini urodzaju Demeter, zwykł orać pole niedźwiedziami – stąd też był nazywany poganiaczem niedźwiedzi. Grecy wiązali go również z Ikariosem, znanym z tego, że pozyskał od Dionizosa przepis na uprawę winorośli, z której robił wino. Gdy Ikarios poczęstował swoich sąsiadów, pijani pasterze, nie znając dotychczas działania szlachetnego trunku, uznali, że podano im truciznę, i zamordowali nieszczęsnego hodowcę winorośli. Później Zeus umieścił go na niebie – być może dlatego, że smakowało mu mocne wino Ikariosa.
Inny mit mówi o poganiaczu wołów, który po utracie stada, tułając się po wsiach obserwował ciężką pracę rolników i, by im ulżyć, wynalazł pług, z wdzięczności za co trafił na niebo.
W mitologii greckiej Boötes, syn Zeusa i nimfy Kallisto, ciągle pogania Wielką Niedźwiedzicę, wokół bieguna północnego z pomocą dwóch psów myśliwskich, reprezentowanych przez gwiazdozbiór Psów Gończych.

## Wybrane obiekty
- Najjaśniejsza jego gwiazda – Arktur (Alfa Wolarza) – jest trzecią pod względem jasności gwiazdą na niebie (nie licząc Słońca), a drugą, jeśli brać pod uwagę gwiazdy widziane w szerokościach geograficznych Polski. Jej wielkość obserwowana to −0,05m. Arktur świeci złotożółtą barwą. Jest także jedną z bliższych gwiazd oddaloną jedynie o 36,7 lat świetlnych. Nazywana również Gwiazdą Wiosenną, jest najjaśniejsza w Trójkącie Wiosennym, na który ponadto składają się Regulus z Lwa i Spica z Panny. Przechodzi właśnie w pobliżu Słońca i dlatego znajduje się w dysku naszej galaktyki, choć w zasadzie należy do galaktycznego halo. Oznacza to, że olbrzym występował kiedyś w jednej z wielu mniejszych galaktyk, pochłoniętych przez Drogę Mleczną. Znany był od czasów starożytnych, a ludom Polinezji służył jako punkt orientacyjny w nawigacji. Arktur był pierwszą gwiazdą (poza Słońcem) zaobserwowaną przez teleskop w ciągu dnia. Dokonał tego Jean-Baptiste Morin w 1635. Prócz Arktura w gwiazdozbiorze mamy jeszcze siedem gwiazd jaśniejszych niż 4m. Są to kolejno: Izar, Muphrid, Seginus, δ, Nekkar, ρ i ζ Boötis.
- Nekkar (β Boo), wielkość gwiazdowa 3,5m; żółty olbrzym znajdujący się w odległości 219 lat świetlnych[6].
- Seginus (γ Boo), jasność obserwowana 3,0m; biała gwiazda odległa o 85 lat świetlnych[6].
- Delta Boötis (δ Boo), wielkość gwiazdowa 3,5m; żółty olbrzym położony w odległości 117 lat świetlnych. Przez lornetkę można dostrzec niezbyt bliskiego towarzysza o jasności obserwowanej 7,8m[6].
- Izar (ε Boo), gwiazda podwójna, której składnikiem pierwotnym jest pomarańczowy olbrzym o wielkości gwiazdowej 2,5m typu K, a składnikiem wtórnym – niebieska gwiazda ciągu głównego typu A o jasności obserwowanej 4,6m. Chcąc je rozdzielic, należy użyc teleskopu o aperturze co najmniej 75 mm. Ze względu na efektowny kontrast barw obu składników, gwiazda ta zyskała przydomek Pulcherrima, czyli „najpiękniejsza”. Układ fizycznie podwójny znajduje się w odległości 210 lat świetlnych, w którym gwiazdy obiegają środek masy w czasie około 1000 lat[6].
- Alkalurops (μ Boo), układ potrójny odległy o 121 lat świetlnych od Słońca. Nieuzbrojonym okiem prezentuje się jako niebieskobiała gwiazda o jasności obserwowanej 4,3m, przez lornetkę można dostrzec jej towarzysza o wielkości gwiazdowej 6,5m. W teleskopie o aperturze 75 mm i dużym powiększeniu widać, że ów towarzysz składa się z dwóch bliskich sobie gwiazd o jasności obserwowanej 7,0m i 7,6m, które okrążają środek masy z okresem 260 lat[6].

Wolarz położony jest z dala od pasa Drogi Mlecznej, zatem brakuje w tym rejonie mgławic i gromad otwartych. Spośród niezbyt jasnych obiektów warto wspomnieć o:
- NGC 5466, gromada kulista znajdująca się o odległości około 53 tysięcy lat świetlnych, na peryferiach Galaktyki. Po raz pierwszy dostrzeżona przez Williama Herschela w 1784 roku jako obiekt o jasności około 10m.
- Inne ciekawe obiekty to galaktyki spiralne NGC 5248 (najjaśniejsza w rejonie Wolarza) oraz NGC 5676.

## Rój meteorów
W północnej części gwiazdozbioru, w rejonie zajmowanym dawniej przez nieistniejącą już konstelację Kwadrantu, usytuowany jest radiant roju meteorów Kwadrantydy, z maksimum około 4 stycznia, o wzmożonej aktywności co 5–6 lat, do 120 meteorów w ciągu godziny. Drugi rój to czerwcowe Bootydy związane z kometą 7P/Pons-Winnecke.